# Anávra (ort i Grekland, Thessalien, Nomós Kardhítsas)
Anávra är en ort i Grekland.   Den ligger i prefekturen Nomós Kardhítsas och regionen Thessalien, i den centrala delen av landet, 190 km nordväst om huvudstaden Aten. Anávra ligger 224 meter över havet och antalet invånare är 1 145.
Terrängen runt Anávra är kuperad åt sydväst, men åt nordost är den platt. Runt Anávra är det ganska glesbefolkat, med 22 invånare per kvadratkilometer. Närmaste större samhälle är Domokós, 19,1 km öster om Anávra. 